# Эльхо, Рудольф

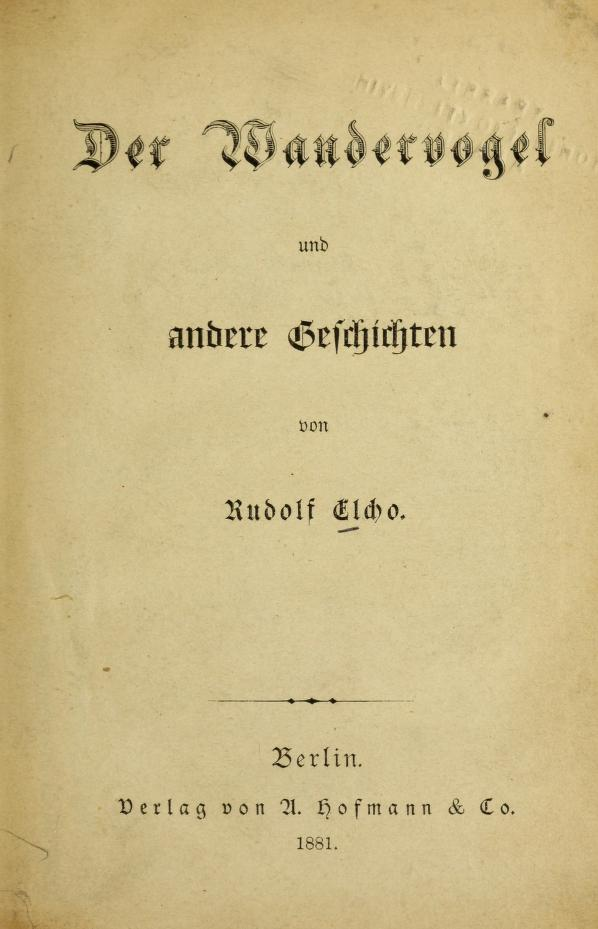
«Der Wandervogel u. a. Geschichten» (1881)

Рудольф Эльхо (нем. Rudolf Elcho; 3 марта 1839, Энкирх, Германский союз —	30 ноября 1923, Берлин, Веймарская республика) — немецкий писатель

, революционер, участник Рисорджименто.

## Биография
Поступил на учёбу в Техническом университете, но вскоре бросил университет и начал бродячую жизнь.
Много путешествовал по Европе. Сражался в рядах гарибальдийцев, в 1860 году принимал участие в экспедиции тысячи Джузеппе Гарибальди на Сицилию, был членом Венгерского легиона, сражался против австрийцев.
В 1862 году отправился в Америку, работал актёром. Добровольцем поступил на службу в армию федералистов Соединенных Штатов и принял участие в Гражданской войне в США.
Позже совершил поездку по многим штатам США. В 1868 году вернулся в Германию. С 1873 года был членом редакции берлинской «Volkszeitung».

## Творчество
Из многочисленных его беллетристических произведений, изображающих, по преимуществу, события его бурной жизни, выделяются:
- «Wilde Fahrten» (1872);
- «Der Wandervogel u. a. Geschichten» (1881);
- «Goldene Schwingen» (1886);
- «Novellen» (1889);
- «Linda» (1892).